# John Burnside
John Burnside, född 19 mars 1955 i Dunfermline i Fife, död 29 maj 2024, var en brittisk (skotsk) författare och poet.

## Verksamhet
John Burnside studerade engelska och europeiska språk i Cambridge på 1970-talet och arbetade länge som datatekniker. Han debuterade vid 33 års ålder med den prisbelönade diktsamlingen The Broon Hoop 1988. Efter den har han under ett par decennier publicerat ytterligare elva diktsamlingar på ömse sidor om millennieskiftet, tillsammans med flera romaner, novellsamlingar, biografier och tv-manus. John Burnside var även krönikör i dagstidningen The Guardian, tillika lärare i creative writing vid St Andrews universitet. Han tilldelades många brittiska priser för såväl enskilda verk som för hela sitt författarskap. Det finns ingen titel av John Burnside på svenska ännu (2024).

### Diktsamlingar
- The Broon Hoop (Carcanet, 1988)
- Common Knowledge (Secker and Warburg, London, 1991)
- Feast Days (Secker and Warburg, London, 1992)
- The Myth of the Twin (Jonathan Cape, London, 1995)
- Swimming in the Flood (Jonathan Cape, London, 1995)
- A Normal Skin (Jonathan Cape, London, 1997)
- The Asylum Dance (Jonathan Cape, London, 2000)
- The Light Trap (Jonathan Cape, London, 2002)
- The Good Neighbour (Jonathan Cape, 2005)
- Selected Poems (Jonathan Cape, 2006)
- Gift Songs (Jonathan Cape, 2007)
- The Hunt in the Forest (Jonathan Cape, 2009)

### Berättelser
- The Dumb House (Jonathan Cape, London, 1997)
- The Mercy Boys (Jonathan Cape, London, 1999)
- Burning Elvis (Jonathan Cape, London, 2000)
- The Locust Room (Jonathan Cape, London, 2001)
- Living Nowhere (Jonathan Cape, London, 2003)
- The Devil's Footprints (Jonathan Cape, 2007)
- Glister (Jonathan Cape, 2008)
- A summer of drowning (Jonathan Cape, 2011)

### Biografier
- A Lie About My Father (2006)
- Waking up in Toytown (Jonathan Cape, 2010)

## Priser
- Petrarcapriset 2011